# Alaska Airlines

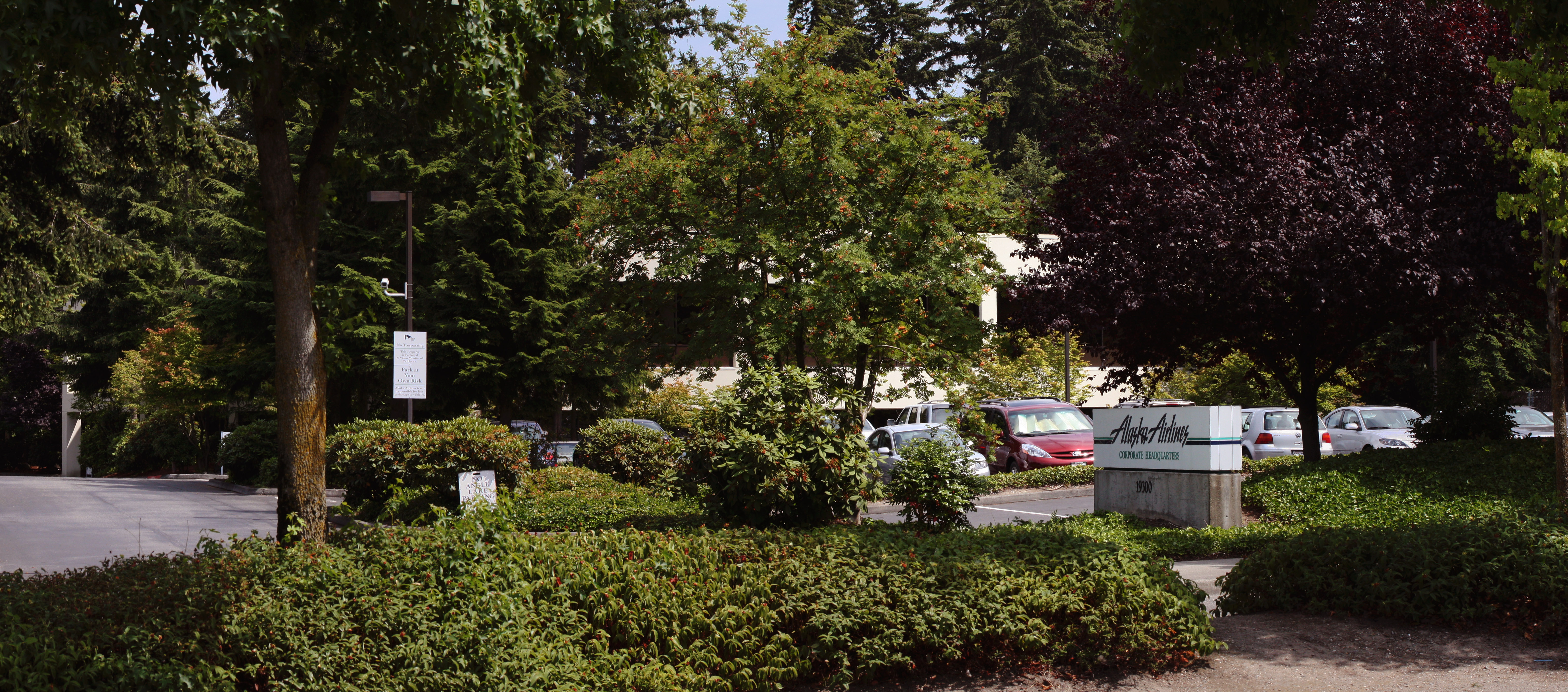
Trụ sở Alaska Airlines SeaTac, Washington

Alaska Airlines, (NYSE: ALK) là một hãng hàng không đóng ở ngoại ô Seattle, SeaTac, Washington, Hoa Kỳ. Alaska có trung tâm hoạt động ở Sân bay quốc tế Seattle-Tacoma, Sân bay quốc tế Ted Stevens Anchorage, Sân bay quốc tế Portland và có cửa ngõ Mexico và trung tâm phụ ở Sân bay quốc tế Los Angeles.
Alaska Airlines và hãng Horizon Air đều là công ty thuộc Alaska Air Group. Alaska cũng có thỏa thuận hợp tác chia chỗ với American Airlines và Delta Air Lines. Năm 2010, J. D. Power and Associates đã công nhận Alaska Airlines là "Hãng vận chuyển truyền thống" hàng đầu về thỏa mãn nhu cầu khách hàng trong năm thứ 3 về tiêu chí xếp hạng này.

## Thỏa thuận liên danh
- Aer Lingus
- American Airlines
- British Airways
- Cathay Pacific
- Condor
- El Al
- Emirates
- Fiji Airways
- Finnair
- Hainan Airlines
- Iberia
- Icelandair
- Japan Airlines
- Korean Air
- LATAM Chile
- Malaysia Airlines
- Qantas
- Qatar Airways
- Royal Air Maroc
- Royal Jordanian
- S7 Airlines
- Singapore Airlines
- SriLankan Airlines

## Đội bay
Từ Wikimedia Commons
Tính đến tháng 5/2021:
| Máy bay                               | Đang vận hành                         | Đặt hàng                              | Hành khách                            | Hành khách                            | Hành khách                            | Hành khách                            | Ghi chú                                                           |
| Máy bay                               | Đang vận hành                         | Đặt hàng                              | F                                     | Y+                                    | Y                                     | Tổng                                  | Ghi chú                                                           |
| Đội bay chở khách của Alaska Airlines | Đội bay chở khách của Alaska Airlines | Đội bay chở khách của Alaska Airlines | Đội bay chở khách của Alaska Airlines | Đội bay chở khách của Alaska Airlines | Đội bay chở khách của Alaska Airlines | Đội bay chở khách của Alaska Airlines | Đội bay chở khách của Alaska Airlines                             |
| ------------------------------------- | ------------------------------------- | ------------------------------------- | ------------------------------------- | ------------------------------------- | ------------------------------------- | ------------------------------------- | ----------------------------------------------------------------- |
| Airbus A320-200                       | 46                                    | —                                     | 12                                    | 24                                    | 114                                   | 150                                   | Tiếp quản từ Virgin American D                                    |

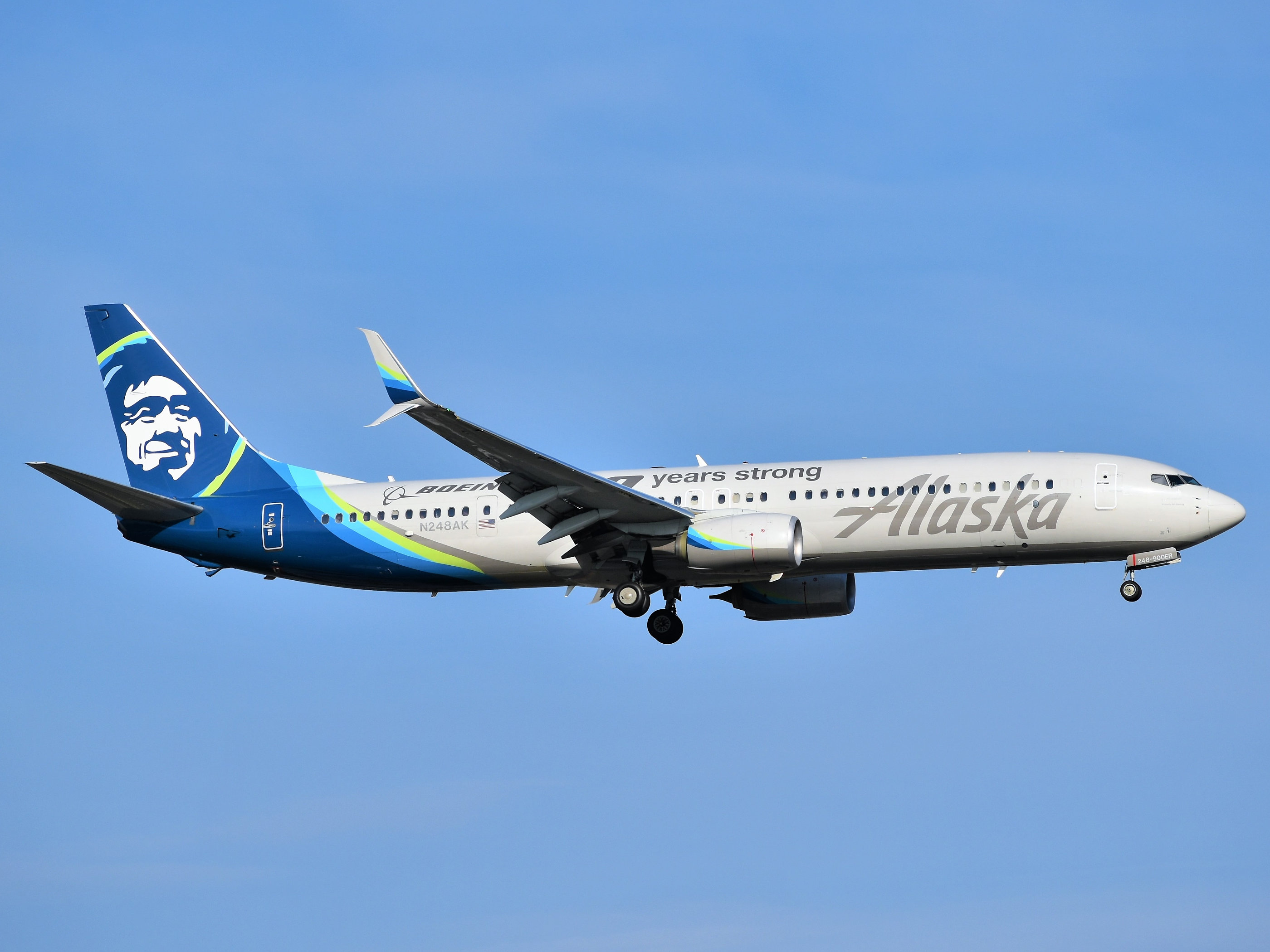
Một chiếc Boeing 737 MAX hạ cánh tại Sân bay quốc tế Newark Liberty

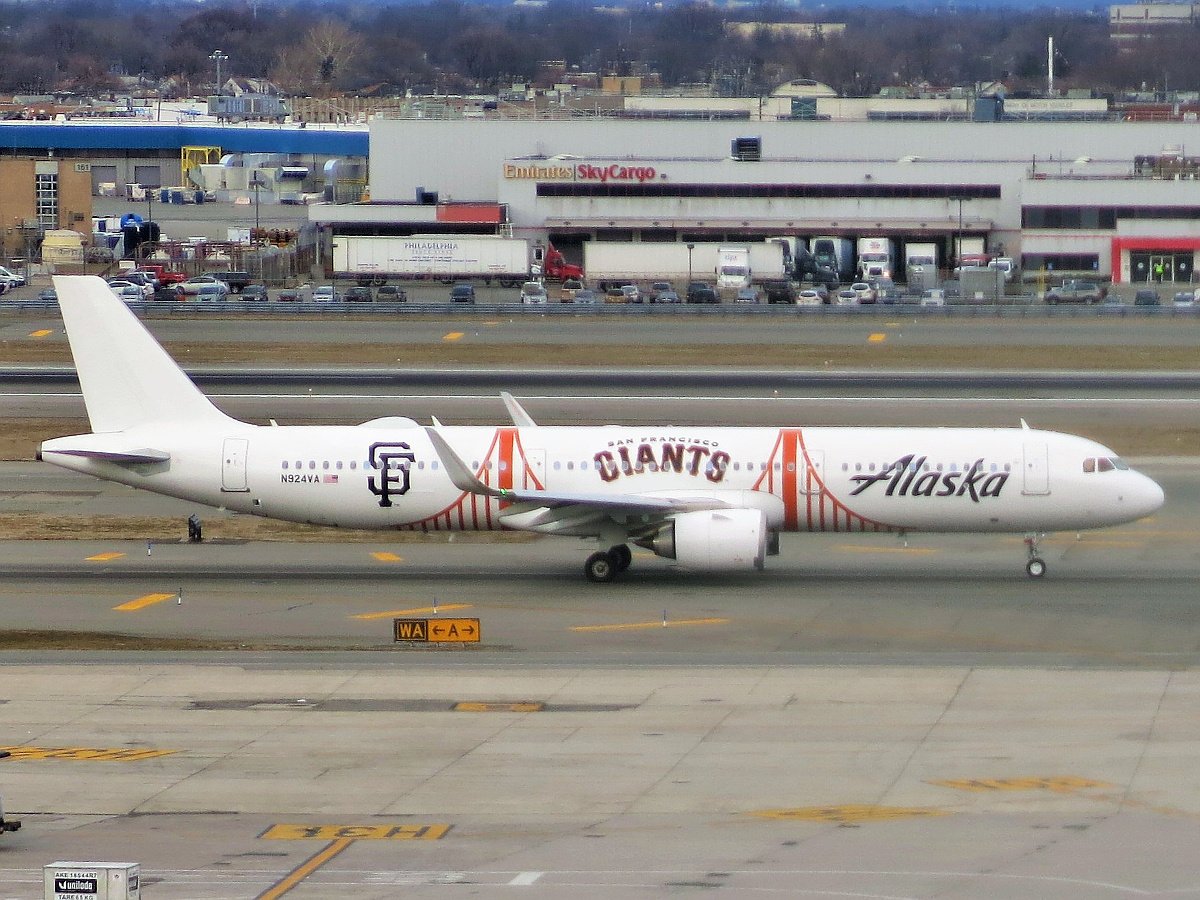
Airbus A321neo dán sticker San Francisco Giants

| Airbus A321neo                        | 10                                    | —                                     | 16                                    | 24                                    | 150                                   | 190                                   | Tiếp quản từ Virgin American N924VA mang logo San Francisco Giant |
| Boeing 737-700                        | 14                                    | —                                     | 12                                    | 18                                    | 94                                    | 124                                   |                                                                   |
| Boeing 737-800                        | 61                                    | —                                     | 12                                    | 30                                    | 117                                   | 159                                   |                                                                   |
| Boeing 737-900                        | 12                                    | —                                     | 16                                    | 24                                    | 138                                   | 178                                   |                                                                   |
| Boeing 737-900ER                      | 79                                    | —                                     | 16                                    | 24                                    | 138                                   | 178                                   |                                                                   |
| Boeing 737 MAX 9                      | 5                                     | 76                                    | 16                                    | 24                                    | 138                                   | 178                                   | Một chiếc mang màu sơn Seattle Kraken                             |
| Alaska Air Cargo                      |                                       |                                       |                                       |                                       |                                       |                                       |                                                                   |
| Boeing 737-700F                       | 3                                     | —                                     | Cargo                                 | Cargo                                 | Cargo                                 | Cargo                                 |                                                                   |
| Đội bay Horizon Air & SkyWest         |                                       |                                       |                                       |                                       |                                       |                                       |                                                                   |
| Bombardier Q400                       | 32                                    | —                                     | —                                     | —                                     | 76                                    | 76                                    | Khai thác bởi Horizon Air                                         |
| Embraer 175                           | 30                                    | 12                                    | 12                                    | 12                                    | 52                                    | 76                                    | Khai thác bởi Horizon Air                                         |
| Embraer 175                           | 32                                    | 8                                     | 12                                    | 12                                    | 52                                    | 76                                    | Khai thác bởi SkyWest Airlines                                    |
| Tổng cộng                             | 321                                   | 96                                    |                                       |                                       |                                       |                                       |                                                                   |

## Chương trình khách hàng

### Mileage Plan
Chương trình khách hàng thường xuyên của Alaska Airlines và công ty con Horizon Air được gọi là Mileage Plan. Các đối tác hàng không của chương trình bao gồm các thành viên của cả ba liên minh hàng không lớn (Oneworld, SkyTeam và Star Alliance), cũng như một số hãng hàng không liên kết. Chương trình Mileage Plan không có phí thành viên và cho phép quy đổi một chiều; tích lũy dặm bay sẽ hết hiệu lực sau 2 năm không sử dụng. Chương trình có các hạng ưu tú (MVP, MVP Gold và MVP Gold 75K) dành cho khách đi thường xuyên, những người được cung cấp các lợi ích du lịch gia tăng.

### Club 49
Ngày 1 tháng 11 năm 2011, Alaska Airlines bắt đầu một chương trình mới, được gọi là Club 49, dành riêng cho các thành viên của Mileage Plan là cư dân của Alaska. Các lợi ích bao gồm hành lý ký gửi miễn phí và thông báo qua email về việc giảm giá và bán vé. Chương trình không có phí tham gia và tư cách thành viên có giá trị trong vòng một năm sau khi tham gia trước khi họ cần được gia hạn.

### Alaska Lounge
Phòng chờ Alaska: Sân bay Quốc tế Seattle – Tacoma, trung tâm lớn nhất của Alaska có ba phòng chờ, trong khi Sân bay Anchorage, Sân bay Quốc tế John F. Kennedy, Sân bay Quốc tế Los Angeles và Sân bay Quốc tế Portland mỗi nơi có một phòng chờ.